# Birchiș
Birchiș – wieś w Rumunii, w okręgu Arad, w gminie Birchiș. W 2011 roku liczyła 690 mieszkańców. 